# ファンティエット
ファンティエット（ベトナム語：Thành phố Phan Thiết / 城庯潘切  発音）はベトナム南部、ビントゥアン省（平順省）の省都。市内に風光明媚なムイネービーチを擁し、リゾート地としても有名である。ホーチミン市から北東へ約200 km。面積210.9 km2、人口225,897人（2016年）。Phan Thiếtの名はチャム語Hamu Lithít/Mang-thít/Po Thitに由来する。

## 行政区画
以下の14坊4社を管轄する。
- ビンフン坊（Bình Hưng / 平興）
- ドゥクロン坊（Đức Long / 德隆）
- ドゥクギア坊（Đức Nghĩa / 德義）
- ドゥクタン坊（Đức Thắng / 德勝）
- ハムティエン坊（Hàm Tiến / 咸進）
- フンロン坊（Hưng Long / 興隆）
- ラックダオ坊（Lạc Đạo / 樂道）
- ムイネー坊（Mũi Né / 渭泥）
- フーハイ坊（Phú Hài / 富諧）
- フータイ坊（Phú Tài / 富財）
- フートゥイ坊（Phú Thủy / 富水）
- フーチン坊（Phú Trinh / 富禎）
- タインハイ坊（Thanh Hải / 淸海）
- スアンアン坊（Xuân An / 春安）
- フォンナム社（Phong Nẫm / 豐稔）
- ティエンギエップ社（Thiện Nghiệp / 善業）
- ティエンロイ社（Tiến Lợi / 進利）
- ティエンタイン社（Tiến Thành / 進城）